# یواس‌اس بلفاست (پی‌اف-۳۵)
یواس‌اس بلفاست (پی‌اف-۳۵) (به انگلیسی: USS Belfast (PF-35)) یک کشتی بود که طول آن ۳۰۳ فوت ۱۱ اینچ (۹۲٫۶۳ متر) بود. این کشتی در سال ۱۹۴۳ ساخته شد.